# Acrónimo

Pakistán es el único país del mundo cuyo nombre fue creado como un acrónimo. Fue creado como «Pakstan» por Choudhry Rahmat Ali en 1933 con los nombres de 5 territorios: Panjab, Afghania, Kashmire, Sindh y Baluchistan.

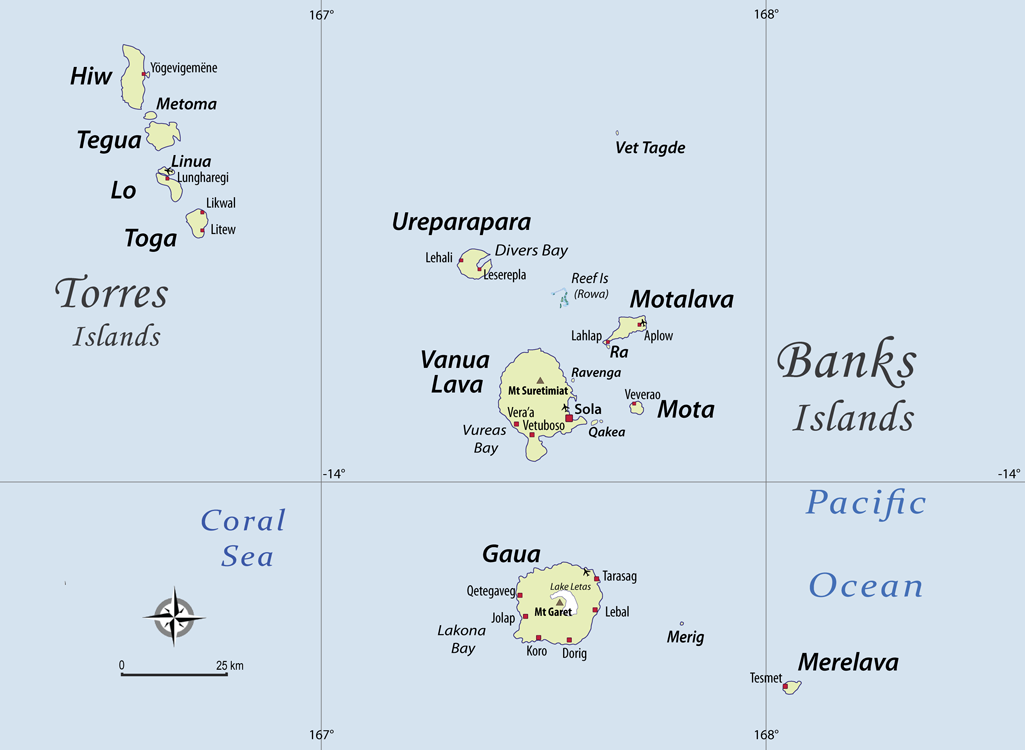
El nombre de la provincia de Torba (Vanuatu) es un acrónimo de los dos archipiélagos que la integran: Torres y Banks.

Un acrónimo, en lexicología, es un tipo de palabra acuñada deliberadamente a partir de la fusión de varias otras palabras. Puede ser de dos tipos ligeramente distintos:
- una sigla que se pronuncia como una palabra, y que por el uso acaba por incorporarse al léxico habitual en la mayoría de casos,[1] como láser (Light Amplification by Stimulated Emission of Radiation) o radar (radio detection and ranging),
- un vocablo formado al unir parte de dos o más palabras. Este último tipo de acrónimo funde dos elementos léxicos tomando, casi siempre, del primer elemento el inicio y del segundo el final, como bit (Binary digit) o transistor (Transfer resistor).

El significado de un acrónimo es la suma de los significados de las palabras que lo generan. Por ejemplo, el término telemática procede de telecomunicación e informática, que a su vez es acrónimo de información y automática. 
Los acrónimos son particularmente comunes en el nombre de empresas y otras organizaciones, por ejemplo en Pemex (Petróleos Mexicanos) o Telmex (Teléfonos de México).
En español actual, los acrónimos y las siglas se escriben generalmente sin puntos entre cada una de las letras (a diferencia de las abreviaturas, que sí llevan un punto final).

## Terminología

### Etimología
La palabra «acrónimo» aparece a principios del siglo XX en alemán con la forma Akronym y su composición imita otros términos similares, como sinónimo (para palabras con el mismo significado) y homónimo (para palabras con la misma escritura). Está compuesta de dos raíces griegas: ἄκρος ― transliterado como akros ― «extremo», y ὄνομα ―transliterada como ónoma― «nombre», es decir palabra compuesta de extremos. Sin embargo, al contrario que los dos conceptos anteriores, la palabra «acrónimo» no fue tan ampliamente difundida y en el ámbito académico hubo más reticencia a adoptar un término redundante con otras palabras tradicionales como sigla (en lenguas romances) o initialism (en inglés).
De acuerdo al diccionario de Oxford, no aparece en inglés hasta 1940, como sinónimo de «initialism». Su uso en las lenguas romances es aún más tardío, en francés este anglicismo no aparece hasta la década de 1970 como sinónimo de «sigle».

### Definiciones contradictorias
En español, el término «acrónimo» es utilizado para referirse a tres fenómenos similares:
1. palabra compuesta de letras iniciales, definición idéntica a «sigla», [cita requerida]
2. palabra compuesta de letras iniciales pronunciadas de forma silábica y no como una sucesión de letras,
3. palabra compuesta de partes de otras palabras, no necesariamente las letras iniciales, también llamado «mot-valise» o «portmanteau».

En inglés, es frecuente que los partidarios de la definición más restringida (la 2.ª) critiquen que se utilice la palabra «acronym» con la definición más amplia (la 1.ª); es decir, que se utiliza para referirse a siglas pronunciadas como letras («TNT») y no se reserve exclusivamente para términos pronunciados de forma silábica (ej. «OTAN»). Sin embargo, la definición amplia es el significado original y el más común.

## Características
Los acrónimos pueden componerse de dos sustantivos: motel, del inglés motor-hotel; de un adjetivo y un sustantivo: docudrama, de documental dramático; o de dos adjetivos: spanglish, de spanish e english.
Los acrónimos siempre se escriben y pronuncian como una palabra normal, y su género es el del elemento principal.
En el español, el proceso de acronimia no es muy habitual, pero sí antiguo. Un ejemplo de esto fue el cambio en el siglo XV de la forma de respeto vos por vuestra merced, que dio origen al acrónimo usted.
A veces, el acrónimo genera confusión en su significado porque usa partes de términos que ya se usaban independientemente como raíces cultas; por ejemplo eurocracia, que significa ‘burocracia europea’ y no ‘poder europeo’, como en los términos con -cracia (‘poder’); por ejemplo: autocracia (‘poder de uno’) o democracia (‘poder del pueblo’).

## Tipos
Un retroacrónimo es una variante de un acrónimo que se forma con una palabra de uso común, pero que también se puede interpretar como unas siglas. Por ejemplo, el nombre del proyecto socioeducativo uruguayo Plan Ceibal (un ceibal es un lugar plantado de ceibos, la flor nacional de Argentina y de Uruguay) es un retroacrónimo que también puede significar «Plan de Conectividad Educativa de Informática Básica para el Aprendizaje en Línea». Varias leyes estadounidenses son retroacrónimos, como la ley USA PATRIOT y la PROTECT IP Act.

## Ejemplos
- Acrónimos conformados a partir de las sílabas iniciales de varias palabras:
  - Frente Polisario, de Frente Popular de Liberación de Saguía el Hamra y Río de Oro.
  - Estraperlo, de Strauss, Perel y Lowann.
  - Unasur, Unión de Naciones Suramericanas.[8]

- Acrónimos que fusionan o combinan dos palabras:
  - Emoticono, emotícono o emoticón, del inglés emoticon = emotion + icon, ‘emoción’ e ‘icono’. Traducción incompleta de otro acrónimo inglés.
  - Bonoloto, de bono y lotería.
  - Publirreportaje, de publicidad y reportaje.
  - Cantautor, de cantante y autor.
  - Autopista, de automóvil y pista.

- En inglés se llama portmanteau al acrónimo que se forma por contracción del principio de una palabra y el final de otra, omitiendo las sílabas intermedias:
  - Informática de ‘información automática’ = infor + mática.
  - Ofimática, de oficina e informática.

- Transformación en acrónimo a partir de siglas:
  - TIC, Tecnología de la Información y de las Comunicaciones.
  - Aena, Aeropuertos Españoles y Navegación Aérea.[8]
  - AVE, Alta Velocidad Española.
  - Checa, del ruso ЧК = чрезвычайная + комиссия, transliterado como Chrezvycháinaya Komíssiya (ChK, ‘comisión extraordinaria’).
  - Dana, del español: Depresión Aislada en Niveles Altos.
  - Enoc: Emirates National Oil Company.[8]
  - Láser/láseres, del inglés Light Amplification by Stimulated Emission of Radiation (‘amplificación de luz por emisión estimulada de radiación’).
  - Led/ledes, del inglés Light Emitting Diode (‘diodo emisor de luz’).
  - MIDI/midis, del inglés Musical Instruments Digital Interface (‘interfaz digital para instrumentos musicales’).
  - Ovni/ovnis, objeto volador no identificado.[9]
  - Radar/radares, del inglés Radio Detection and Ranging (‘detección y medición de distancias por radio’).
  - RENFE, Red Nacional de los Ferrocarriles Españoles.[10]
  - Sida, síndrome de inmunodeficiencia adquirida.
  - TALGO, Tren Articulado Ligero Goicoechea Oriol.
  - Unesco, United Nations Educational, Scientific and Cultural Organization (‘Organización Cultural, Científica y Educacional de las Naciones Unidas’).[8]